# Ignatij Kalina
Ignatij Pietrowicz Kalina (Eisenbuch), Ignatz Kalina, Ignacy Kalina (ur. 18 grudnia 1884 w Klimontowie, zm. 29 lipca 1938 prawdopodobnie w Mińsku) – lekarz ginekolog, działacz organizacji żydowskich, urzędnik konsularny i dyplomata ZSRR.

## Życiorys
Studiował medycynę w Berlinie, Zurychu i Bazylei. Działał w organizacjach żydowskich. Był dyrektorem Państwowego Instytutu Położniczo-Ginekologicznego w Leningradzie. Współorganizował organizację Czerwonego Krzyża. W latach 1926–1933 pełnił funkcję konsula generalnego ZSRR w Gdańsku, a następnie przedstawiciela Komisariatu Ludowego Spraw Zagranicznych (Narkomindieł) przy rządzie Białoruskiej SSR (do 1937). Podczas "wielkiej czystki" aresztowany przez NKWD 17 grudnia 1937 pod zarzutem współpracy z polskim wywiadem (art. 68 kk BSSR), zmarł w  szpitalu więziennym.
Zrehabilitowany 28 sierpnia 1956.
Członek Bundu (1902–1917) i Rosyjskiej/Wszechzwiązkowej Komunistycznej Partii (bolszewików) (RKP(b)/WKP(b) (od 1918/1925).

### Życie prywatne
Jego bratem był Stanisław Kalina, dyplomata, w latach 1921–1929 w służbie dyplomatycznej w Niemczech, Estonii i Austrii.